# Établissements français de l'Océanie
1880–1946
Entités précédentes :
- Royaume de Tahiti
- Raiatea (1897)
- Rimatara (1900)
- Rurutu (1900)

Entités suivantes :
- Polynésie française (ÉFO jusqu'en 1957)

Les Établissements français de l'Océanie (ÉFO) - dénommés colonie de Tahiti jusqu'en 1903 - formaient une colonie de l'Empire colonial français, qui a existé de 1880 à 1946, date à laquelle ils deviennent un territoire d'outre-mer (qui prendra officiellement le nom de Polynésie française en 1957).

## Histoire

### Conquête française
En 1836, le conseiller de la reine de Tahiti Pomare IV, le pasteur George Pritchard, fait expulser deux pères catholiques français dénommés Caret et Laval. En réaction, la France envoie en 1838 l’amiral Abel Aubert du Petit-Thouars pour obtenir réparation. Une fois sa mission accomplie, l’amiral Du Petit-Thouars se dirige vers les îles Marquises, qu’il annexe en 1842. En août 1842, l'amiral Du Petit-Thouars revient faire escale à Tahiti. Il s’allie alors avec des chefs de Tahiti hostiles aux Pomare et favorables à un protectorat français. Il leur fait signer une demande de protectorat en l’absence de leur reine, avant d’obliger cette dernière à ratifier le traité de protectorat. Avant même que le traité ne soit ratifié par la France, Mourenhout est nommé commissaire royal auprès de la reine Pomare.
Dans le cadre de ce traité, la France reconnaît la souveraineté de l’État tahitien. La reine est responsable des affaires intérieures, tandis que la France dirige les relations extérieures, et assure la défense et le maintien de l’ordre. En 1880 le gouverneur Chessé, soutenu par des chefs tahitiens, pousse le nouveau roi Pomare V à abdiquer en faveur de la France. Le 29 juin 1880, il cède à la France le royaume de Tahiti ainsi que les îles qui en dépendent. Devenue une colonie, Tahiti perd alors toute souveraineté. Tahiti est cependant une colonie particulière, puisque tous les sujets du royaume se voient accorder la citoyenneté française. Le 14 juillet 1881, sous les cris de « Vive la République », la foule célèbre l'appartenance de la Polynésie à la France lors du premier Tiurai (fête nationale et populaire). En 1890, Papeete devient une commune de la République.

### La colonie

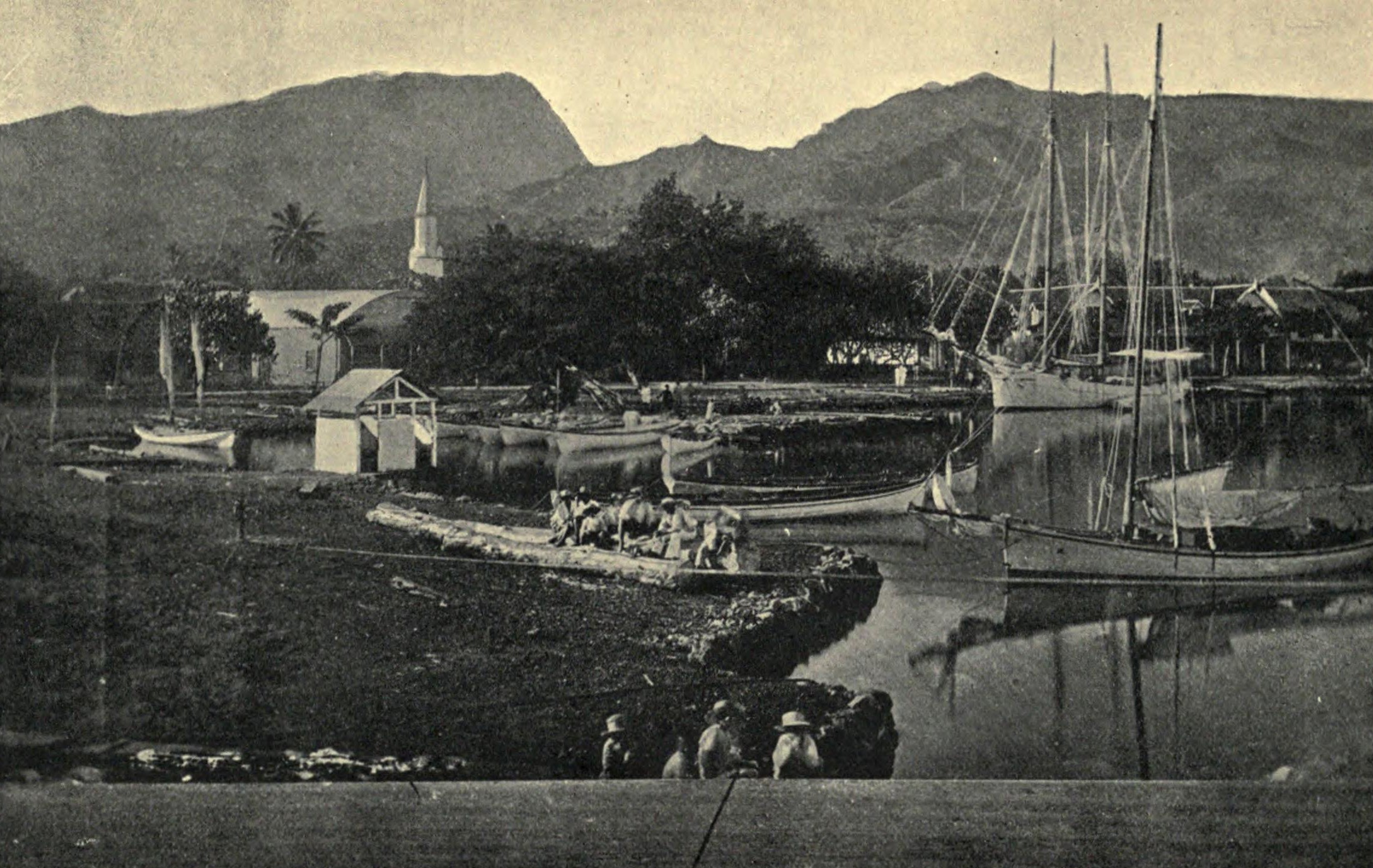
Port de Papeete en 1906.

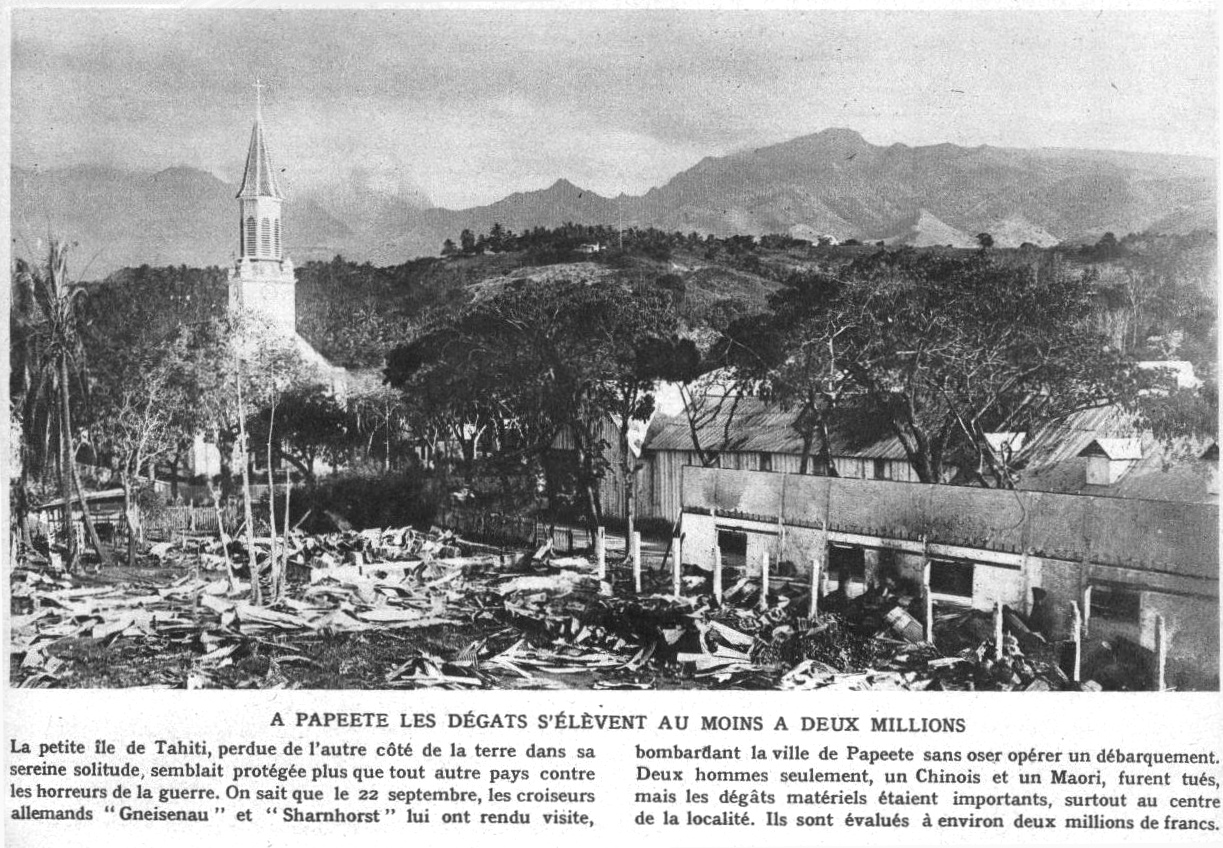
Une du Miroir après le bombardement de Papeete en 1914.

Les îles encore indépendantes sont intégrées progressivement à la colonie entre 1887[Passage contradictoire] et 1901, notamment les Tuamotou, Rapa et les îles Gambier en 1882, puis les îles Sous-le-Vent en 1898, par l'abrogation de la convention de Jarnac.
En 1903 sont créés les Établissements français de l’Océanie, qui rassemblent Tahiti, les autres îles de la Société, les îles Australes, les îles Marquises et les Tuamotu.
Les EFO participent à la Première Guerre mondiale avec la Nouvelle-Calédonie au sein du bataillon de tirailleurs du Pacifique qui part combattre en Europe. Cette unité est dissoute en 1919. En 1914, Papeete est bombardée par deux croiseurs de la Marine allemande venus de Kiautschou et de Nouvelle-Guinée allemande qui cherchent à s'emparer du stock de charbon. Celui-ci est incendié alors que les canons de marine, installés à terre, tirent sur les bâtiments allemands. En représailles, ceux-ci bombardent la ville puis se retirent. Un navire allemand saisi quelques jours plus tôt est coulé dans le port ainsi qu'une canonnière française. 
La période de l'entre-deux-guerres marque le début de la chute de la production des huîtres nacrières (pour la fabrication en Europe des boutons de nacre) et perlières naturelles, qui était de l'ordre de 1 000 tonnes par an de nacre brute vers 1920, et passera à 10 tonnes exportées vers 1975 en raison de la surexploitation des stocks naturellement présents dans les lagons.
Après la reddition de la France à l'Allemagne en 1940, les territoires français du Pacifique se rallient au général de Gaulle : les Nouvelles-Hébrides le 20 juillet 1940, les EFO le 1er septembre et la Nouvelle-Calédonie le 19 septembre. Wallis-et-Futuna reste en revanche fidèle à Pétain. Le général de Gaulle ordonne la reconquête de Wallis, craignant de voir l'île tomber dans les mains allemandes. L'opération est validée par le général le 22 février 1941. Le Chevreuil arrive à Papeete le 7 octobre. il y retrouve le contre-torpilleur Le Triomphant présent depuis le 23 septembre, ils sont bientôt rejoints par le croiseur auxiliaire Cap des Palmes. Après être passée par Nouméa, la flotte française libre prend Wallis le 27 mai 1942.
En 1946, la constitution de la IVe République établit l’Union française : les EFO passent du statut de colonie à celui de territoire d'outre-mer et le droit de vote est accordé aux habitants.

## Organisation

### Administration

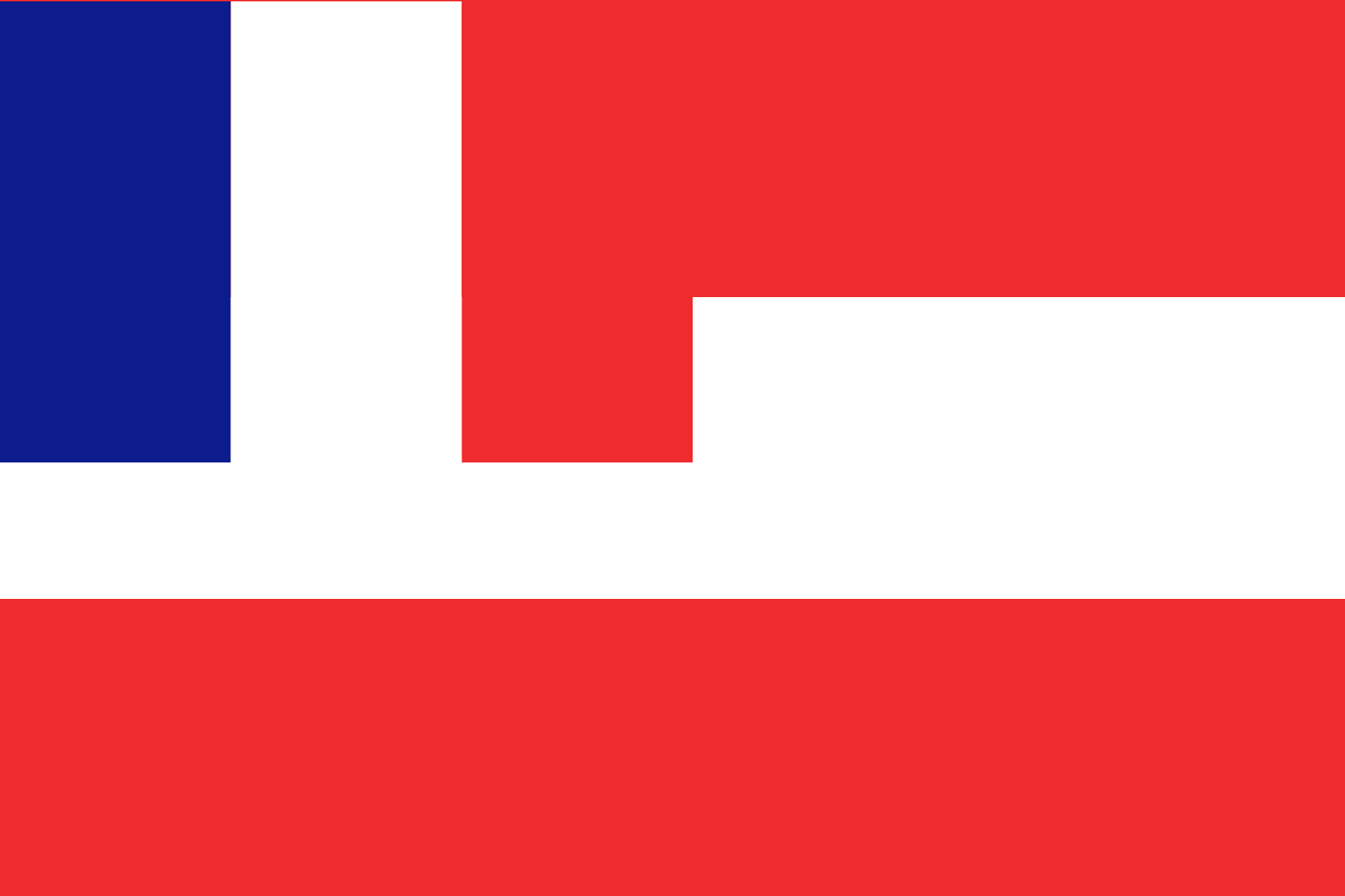
Drapeau du royaume de Tahiti sous le protectorat français (1844-1880)

Comme le Protectorat auparavant, les EFO dépendent du ministère de la Marine (Service des Colonies) jusqu'en 1894, date de création du ministère des Colonies, lequel fut le seul interlocuteur en métropole, dans la mesure où il a des services Santé, Instruction publique, etc.
La colonie est dirigée, à partir de 1881, par un gouverneur, représentant le président de la République.
L'organisation des EFO est précisée par deux décrets de décembre 1885, instituant un Conseil général (qui n'équivaut pas à ceux de métropole) et un Conseil privé du gouverneur, supprimés au début du XXe siècle (1903 et 1912). En 1903 est institué le Conseil d'administration, qui va durer jusqu'en 1932. Le Conseil d'administration, formé par huit fonctionnaires et trois notables (infra), a un rôle consultatif en matière économique et financière.
Les services administratifs (Affaires judiciaires, Douanes, Enregistrement, Contributions, Travaux publics, Instruction publique, Imprimerie, Port...) emploient un assez grand nombre de cadres métropolitains et des auxiliaires nommés et révoqués par le gouverneur (400 à 600 employés au total).
Les administrateurs de secteur sont au nombre de cinq (en 1939) : Tahiti, Tuamotu, Îles Sous-le-Vent, Australes, Marquises. Les circonscriptions inférieures (districts) sont administrées par des agents spéciaux qui sont souvent des gendarmes (ex. : Moorea, Tubuai-Raivavae...).

### Gouverneurs
| Période                                 | Responsable                                                                                        | Remarques     |
| --------------------------------------- | -------------------------------------------------------------------------------------------------- | ------------- |
| de 1880 à 1881                          | Henri Chessé                                                                                       |               |
| de 1881 à 1883                          | Frédéric Dorlodot des Essarts                                                                      |               |
| de 1883 à 1885                          | Nicolas Morau                                                                                      |               |
| de 1886 à 1893                          | Théodore Lacascade                                                                                 |               |
| 1893                                    | Adolphe Granier de Cassagnac                                                                       | (par intérim) |
| 1893                                    | Lucien Bommier                                                                                     | (par intérim) |
| 1893                                    | Jean Ours                                                                                          | (par intérim) |
| de 1893 à 1896                          | Pierre Papinaud                                                                                    |               |
| de 1896 à 1901                          | Gustave Gallet (1850-1926),                                                                        |               |
| 1901                                    | Victor Rey                                                                                         | (par intérim) |
| de 1901 à 1904                          | Édouard Petit                                                                                      |               |
| 1904                                    | Victor Lanrezac (en)                                                                               |               |
| de 1904 à 1905                          | Henri Cor                                                                                          | (par intérim) |
| de 1905 à 1907                          | Philippe Émile Jullien                                                                             |               |
| de 1907 à 1908                          | Élie Adrien Édouard Charlier                                                                       | (par intérim) |
| de 1908 à 1910                          | Joseph Pascal François (en)                                                                        |               |
| de 1910 à 1912                          | Adrien Bonhoure                                                                                    |               |
| 1912                                    | Charles Hostein                                                                                    | (par intérim) |
| de 1912 à 1913                          | Baptiste Géraud                                                                                    | (par intérim) |
| de 1913 à 1915                          | William Fawtier                                                                                    |               |
| d'octobre 1915 jusqu'en 1919            | Gustave Julien                                                                                     |               |
| 1919-avril 1919                         | Simoneau                                                                                           | (par intérim) |
| d'avril 1919 à janvier 1921             | Josselin Robert                                                                                    | (par intérim) |
| de janvier à avril 1921                 | Gabriel Thaly                                                                                      | (par intérim) |
| d'avril à novembre 1921                 | Auguste Guédès                                                                                     |               |
| de septembre 1922 à janvier 1927        | Louis Rivet                                                                                        |               |
| de janvier 1927 à février 1928          | Alfred Solari                                                                                      | (par intérim) |
| de février 1928 à juin 1930             | Louis Joseph Bouge                                                                                 | (par intérim) |
| du 21 juin 1930 au 18 juin 1932         | Léonce Jore                                                                                        |               |
| de juin 1932 à juin 1933                | Alfred Bouchet                                                                                     | (par intérim) |
| de juin 1933 à mai 1935                 | Michel Montagné                                                                                    |               |
| de mai 1935 à 17 mars 1937              | Henri Sautot                                                                                       | (par intérim) |
| de 17 mars 1937 au 2 septembre 1940     | Frédéric Chastenet de Géry                                                                         |               |
| 2-12 septembre 1940                     | Comité provisoire de gouvernement : Édouard Ahnne, Georges Bambridge Georges Lagarde, Émile Martin |               |
| du 12 septembre 1940 au 5 novembre 1940 | Edmond Mansard                                                                                     |               |
| du 5 novembre 1940 au 18 juin 1941      | Émile de Curton                                                                                    |               |
| du 18 juin 1941 à novembre 1941         | Richard Brunot                                                                                     |               |
| de novembre 1941 à 1945                 | Georges Orselli                                                                                    |               |
| de 1945 à 1947                          | Jean-Camille Haumant                                                                               |               |